# Magadania skopetsi
Magadania skopetsi és una espècie de peix de la família dels zoàrcids i de l'ordre dels perciformes.

## Morfologia
- Els mascles poden assolir 11,6 cm de longitud total i les femelles 10,89.[3]

## Hàbitat
És un peix de clima temperat que viu entre 7-9 m de fondària.

## Distribució geogràfica
Es troba a Rússia.

## Observacions
És inofensiu per als humans.